# Potters Hill
Potters Hill è un census-designated place (CDP) degli Stati Uniti d'America, situato nello stato della Carolina del Nord, nella contea di Duplin. Secondo il censimento del 2020 gli abitanti di Potters Hill ammontavano a 437.